# Murat Kardánov
Murat Nausbiyevich Kardánov –en ruso, Мурат Наусбиевич Карданова– (Nálchik, 4 de enero de 1971) es un deportista ruso de origen circasiano que compitió en lucha grecorromana.
Participó en los Juegos Olímpicos de Sídney 2000, obteniendo la medalla de oro en la categoría de 76 kg. Ganó una medalla de bronce en el Campeonato Mundial de Lucha de 1993 y tres medallas en el Campeonato Europeo de Lucha entre los años 1993 y 2000.

## Palmarés internacional
| Juegos Olímpicos   | Juegos Olímpicos    | Juegos Olímpicos  | Juegos Olímpicos |
| Año                | Lugar               | Medalla           | Categoría        |
| ------------------ | ------------------- | ----------------- | ---------------- |
| 2000               | Sídney (Australia)  | Medalla de oro    | 76 kg            |
| Campeonato Mundial |                     |                   |                  |
| Año                | Lugar               | Medalla           | Categoría        |
| 1993               | Estocolmo (Suecia)  | Medalla de bronce | 82 kg            |
| Campeonato Europeo |                     |                   |                  |
| Año                | Lugar               | Medalla           | Categoría        |
| 1993               | Estambul (Turquía)  | Medalla de bronce | 82 kg            |
| 1998               | Minsk (Bielorrusia) | Medalla de oro    | 76 kg            |
| 2000               | Moscú (Rusia)       | Medalla de bronce | 76 kg            |